# NGC 7522
NGC 7522 là một đối tượng thiên văn mà nhận dạng vẫn đang bị nghi vấn. Ban đầu nó được xếp vào danh mục tinh vân mờ. Mặc dù SIMBAD xác định nó là PGC 70742, nhưng điều này là khó xảy ra, do sự mờ nhạt của thiên hà. Thay vào đó, có thể một ngôi sao gần đó đã vô tình được xếp vào danh mục tinh vân.